# بيت جونسون (لاعب كرة قدم أمريكية أمريكي)
بيت جونسون (بالإنجليزية: Pete Johnson)‏ هو لاعب كرة قدم أمريكية أمريكي، ولد في 1937 في بيدفورد في الولايات المتحدة.

## وصلات خارجية
- بيت جونسون على موقع مرجع كرة القدم المحترفة.كوم (الإنجليزية)